# Juan de Dios Pérez
Juan de Dios Pérez (nació el 1 de enero de 1980 en la ciudad de Panamá, Panamá) es un exjugador de fútbol que jugaba en la posición de centrocampista.

## Selección nacional
Hizo su debut con la Selección de Panamá en el año 2007 contra el Trinidad y Tobago. Fue titular indiscutible en la Copa de Oro de la Concacaf 2007 con la Selección de Fútbol de Panamá.

### Participaciones en selección nacional
| Copa                      | Categoría | Sede           | Resultado        | Partidos | Goles |
| ------------------------- | --------- | -------------- | ---------------- | -------- | ----- |
| Copa Uncaf 2007           | Mayor     | El Salvador    | Subcampeón       | 3        | 0     |
| Copa Oro 2007             | Mayor     | Estados Unidos | Cuartos de final | 4        | 0     |
| Copa Centroamericana 2013 | Mayor     | Costa Rica     | Quinto lugar     | 3        | 0     |
| Copa Oro 2013             | Mayor     | Estados Unidos | Subcampeón       | 3        | 0     |

## Clubes
| Club                    | País   | Año       |
| ----------------------- | ------ | --------- |
| Panamá Viejo            | Panamá | 2001      |
| Tauro FC                | Panamá | 2002–2004 |
| Sporting 89             | Panamá | 2005      |
| Tauro FC                | Panamá | 2006–2007 |
| Esporte Clube Juventude | Brasil | 2008–2010 |
| Tauro FC                | Panamá | 2010–2015 |

## Campeonatos nacionales
| Título       | Club            | País   | Año  |
| ------------ | --------------- | ------ | ---- |
| ANAPROF      | Panamá Viejo FC | Panamá | 2001 |
| LPF Apertura | Tauro FC        | Panamá | 2010 |
| LPF Clausura | Tauro FC        | Panamá | 2012 |
| LPF Apertura | Tauro FC        | Panamá | 2013 |